# Lasioglossum clarigaster
Lasioglossum clarigaster är en biart som först beskrevs av Cockerell 1918.  Lasioglossum clarigaster ingår i släktet smalbin, och familjen vägbin. Inga underarter finns listade i Catalogue of Life.

## Bildgalleri

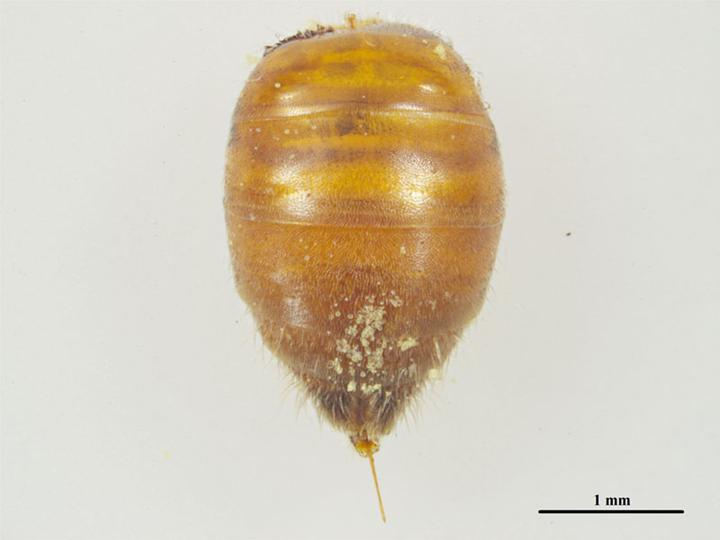
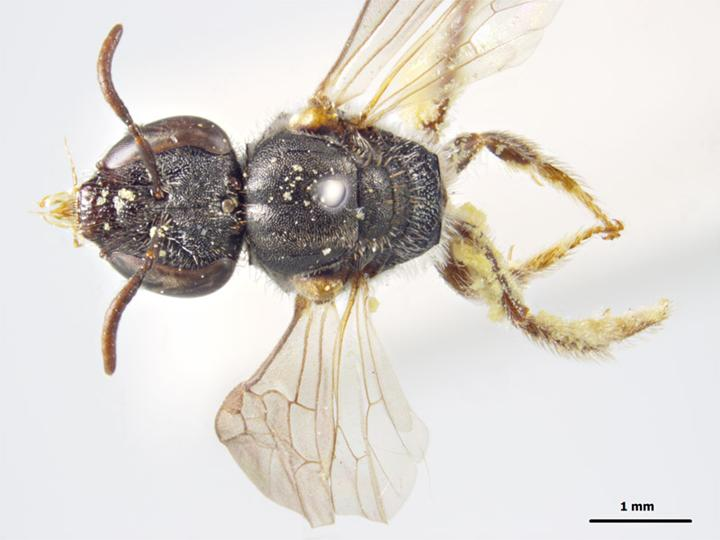